# Ismenia Villalba
Ismenia Villalba (Pampatar, Nueva Esparta, Venezuela, 18 de septiembre de 1929-Caracas, 19 de septiembre de 2009), fue política y abogada venezolana. Fue la esposa del político Jóvito Villalba. Villalba se convirtió en la primera mujer en ser candidata a presidenta de Venezuela en 1988 por uno de los partidos que se destacó en el Pacto de Puntofijo, URD, quedando en el quinto lugar con 61.732 (0,84%) de los votos.

## Biografía
Hija del doctor Isaías Garbiras, entonces presidente del estado Nueva Esparta, Villalba  contrajo matrimonio en 1949 con su tío materno, el líder de URD Jóvito Villalba. Fue electa concejal por el Distrito Federal, y también diputada al Congreso Nacional por el estado Nueva Esparta y posteriormente del Distrito Federal, en representación del partido Unión Republicana Democrática (URD).

### Elecciones de 1988
Fue la primera candidata para la presidencia de Venezuela en las elecciones de 1988. En la boleta electoral aparecía con su nombre Ismenia, una foto y un corazón rojo sobre un fondo amarillo con la tarjeta de URD. Con la tarjeta de IRE (Integración Renovadora Electoral) se utilizó su foto en fondo rosado, y su nombre con un corazón en la segunda. Obtuvo 61.732 votos.